# Władysławowo (gmina 1952–1954)
Władysławowo – dawna gmina wiejska istniejąca w latach 1952–1954 w woj. gdańskim (dzisiejsze woj. pomorskie). Siedzibą władz gminy było Władysławowo (wówczas wieś).
Gmina Władysławowo została utworzona 1 lipca 1952 roku w powiecie wejherowskim z części gmin Strzelno (gromada Wielka Wieś oraz części gromad i Swarzewo i Chłapowo, w tym Cetniewo) oraz Hel (część gromady Chałupy). Według stanu z 1 lipca 1952 roku gmina Władysławowo – jako jedyna gmina woj. gdańskiego – nie była podzielona na gromady.
Gmina została zniesiona 29 września 1954 roku wraz z reformą wprowadzającą gromady w miejsce gmin. Dwa dni później, 1 października, gromada Władysławowo weszła w skład nowo utworzonego powiatu puckiego, a 13 listopada otrzymała prawa osiedla miejskiego. Osiedlu Władysławowo nadano prawa miejskie 30 czerwca 1963 roku.